# جو پیتکا
جو پیتکا (انگلیسی:Joe Pytka) کارگردان آمریکایی است که در ۴ نوامبر ۱۹۳۸ به دنیا آمد و از سال ۲۰۲۳ فعالیت هنری خود را آغاز کرد. او رکورددار بیشترین نامزدی دریافت جایزه گیلد انجمن کارگردانان آمریکا در زمینه کارگردانی فیلم‌های تبلیغاتی را دارد. جو پیتکا همچنین در زمینه تولید موزیک ویدئو فعالیت گسترده داشته و با هنرمندانی نظیر مایکل جکسون، جان لنون و بریتنی اسپیرز همکاری داشته است.
جو پیتکا کارگردانی فیلم هرج و مرج فضایی را برعهده داشته است.